# Chrostkowo (gmina)
Chrostkowo – gmina wiejska w Polsce w województwie kujawsko-pomorskim, w powiecie lipnowskim. W latach 1975–1998 gmina administracyjnie należała do województwa włocławskiego.
Siedziba gminy to Chrostkowo.
Według danych z 31 grudnia 2013 gminę zamieszkiwało 2990 osób.

## Struktura powierzchni
Według danych z roku 2002 gmina Chrostkowo ma obszar 74,08 km², w tym:
- użytki rolne: 81%
- użytki leśne: 9%

Gmina stanowi 7,29% powierzchni powiatu.

## Demografia

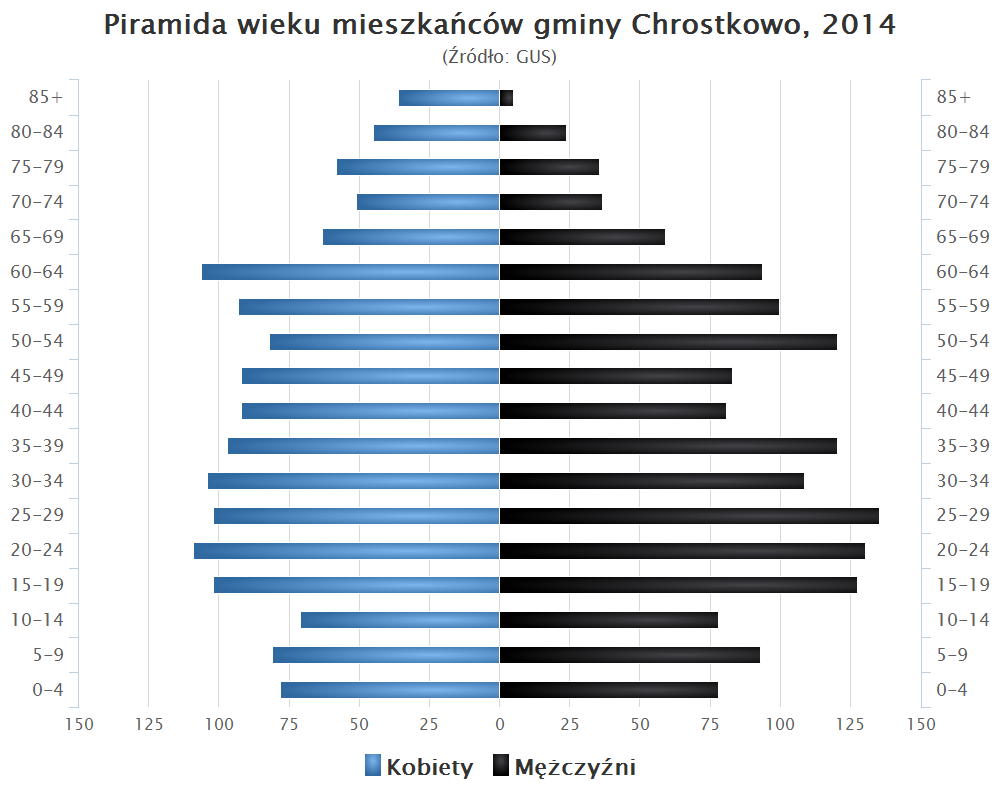
Piramida wieku mieszkańców gminy Chrostkowo w 2014 roku

Dane z 31 grudnia 2013:
| Opis                              | Ogółem | Ogółem | Kobiety | Kobiety | Mężczyźni | Mężczyźni |
| --------------------------------- | ------ | ------ | ------- | ------- | --------- | --------- |
| jednostka                         | osób   | %      | osób    | %       | osób      | %         |
| populacja                         | 2990   | 100    | 1462    | 48,9    | 1528      | 51,1      |
| gęstość zaludnienia (mieszk./km²) | 40,3   | 40,3   | 19,7    | 19,7    | 20,6      | 20,6      |

## Historia
Przez teren gminy przechodzi tak zwany „Trakt Napoleoński” łączący Chrostkowo z ziemią płocką.
W roku 1865 na terenie gminy toczyły się liczne walki powstańcze z zaborcą carskim. Największa z nich odbyła się w miejscowości Nietrzeba, gdzie obecnie znajduje się pomnik upamiętniający to wydarzenie i czczący pamięć 12 poległych młodych powstańców. Lata okupacji hitlerowskiej i martyrologii upamiętniają zbiorcze mogiły na cmentarzu parafialnym.
W herbie Chrostkowa znajduje się brzoza – symbol obfitej zieleni, która od wieków porasta okolicę i dała nazwę miejscowości. Chrustowo i Chrustków to nazwy wymieniane w zapisach historycznych. Snop zboża nawiązuje do typowo rolniczego charakteru gminy.

## Historia administracyjna
Gmina Chrostkowo powstała w 1867 roku w powiecie rypińskim w guberni płockiej. W okresie międzywojennym gmina Chrostkowo należała do powiatu rypińskiego w woj. warszawskim. 1 kwietnia 1938 roku gminę wraz z całym powiatem rypińskim przeniesiono do woj. pomorskiego. Siedzibą gminy Sokołowo było Zbójno.
Podczas II wojny światowej gminę włączono do nowej Rzeszy, nazwano Horstfeld i zmieniono jej granice, włączając do niej gromady Głęboczek, Kawno, Obory, Podolina, Sikorek, Sikórz i Stalmierz ze zniesionej gminy Sokołowo.
Po wojnie, dekretem PKWN z 21 sierpnia 1944 o trybie powołania władz administracji ogólnej I i II instancji, uchylono wszelki zmiany w podziale administracyjnym państwa wprowadzone przez okupanta (art. 11). Jednak zmiany w podziale administracyjnym powiatu rypińskiego wprowadzone podczas wojny utrzymywały się w praktyce także po wojnie. 
Było to praktykowane do tego stopnia, że Wojewoda Pomorski wydał 22 kwietnia 1950 specjalne ogłoszenie informujące o powróceniu do stanu administracyjnego z 1 września 1939, m.in. podkreślając szczególnie, że „gromady Obory, Podolina i Kawno należą do gminy wiejskiej Sokołowo a nie do gminy wiejskiej Chrostkowo". Tak więc przedwojenna gmina Sokołowo funkcjonowała de iure także po wojnie, choć w praktyce nadal stosowano zarówno nazewnictwo jak i skład gmin wprowadzony przez okupanta. Na przykład, GUS-owski oficjalny Wykaz Gromad Polskiej Rzeczypospolitej Ludowej według stanu z dnia 1.VII 1952 r. dalej zalicza gromady Kawno, Obory, Podolina, Sikórz i Stalmierz do gminy Chrostkowo (a nie do gminu Sokołowo). Podobnie było nawet w wydawnictwach wojewódzkich, np. w Dzienniku Urzędowym Wojewódzkiej Rady Narodowej w Bydgoszczy z 1954 w opisie gmin i gromad podlegających transformacji w związku z reformą administracyjną państwa. Brak konsensusu trwał do jesieni 1954, kiedy to formalnie zniesiono gminy wiejskie w  miejsce gromad.
Gminę Chrostkowo reaktywowano ponownie 1 stycznia 1973 (w powiecie rypińskim), w związku z kolejną reformą administracyjną. Do powiatu lipnowskiego gmina należy dopiero od 1999 roku.

## Zabytki i atrakcje turystyczne

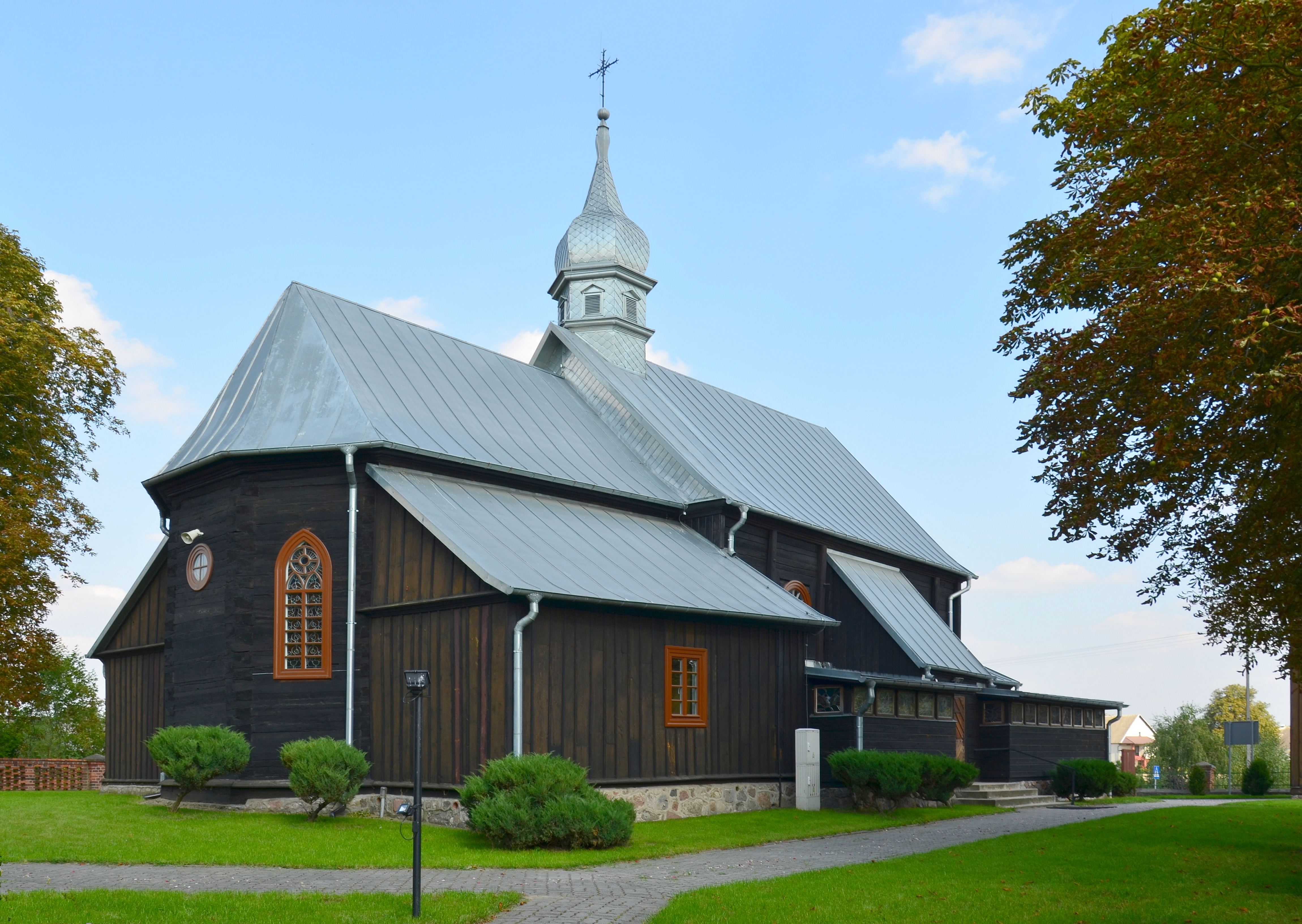
Kościół św. Barbary w Chrostkowie

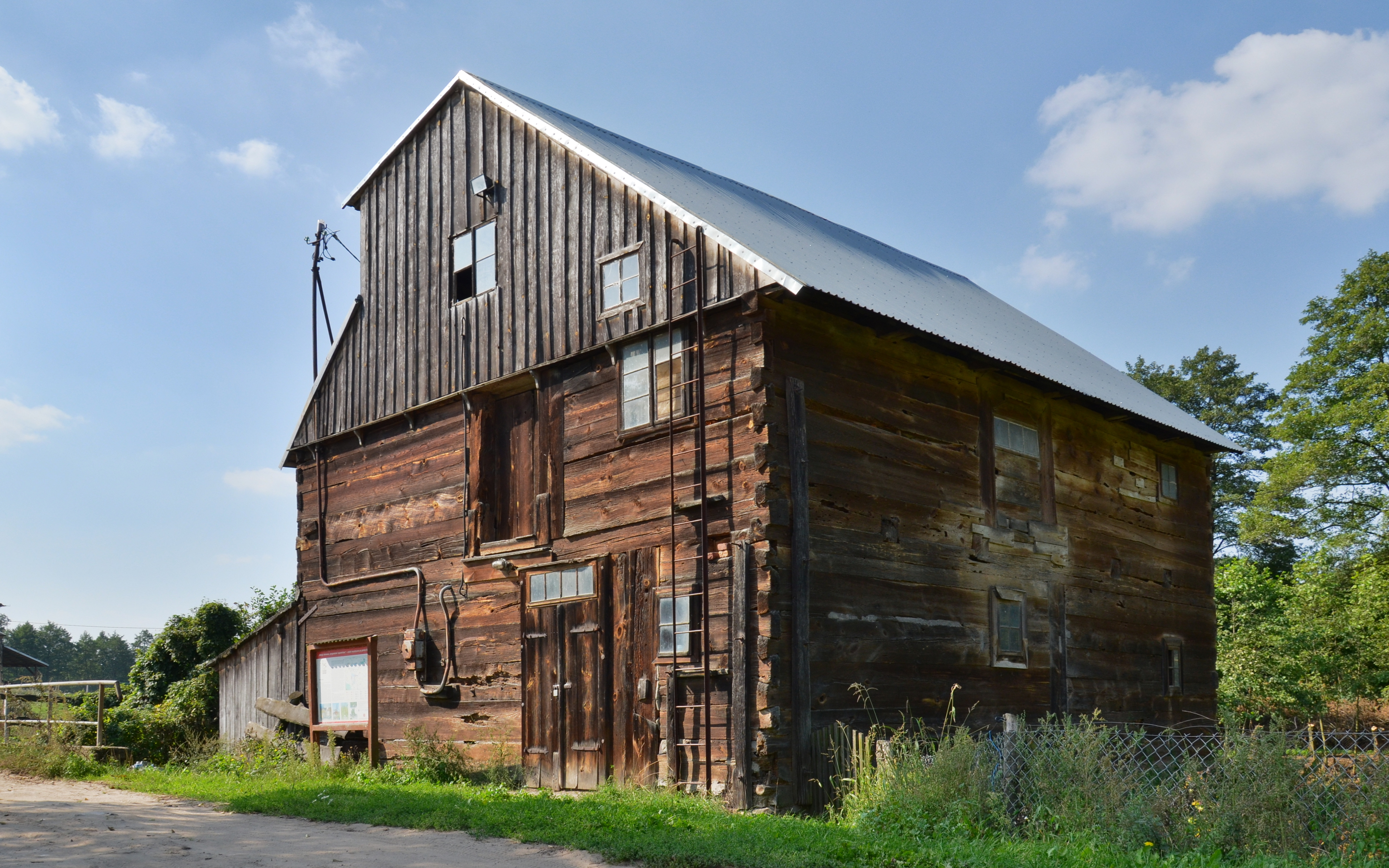
Młyn w Nietrzebie

Na terenie gminy znaleźć można kilka zabytków: zespoły parkowo – dworskie, drewniane budownictwo ludowe przełomu XIX i XX wieku oraz obiekty inżynierii wodnej wybudowane dla potrzeb okolicznej ludności – drewniany młyn wodny w osadzie Nietrzeba z 1850 roku, a także: w Nowej Wsi – spichlerz podworski, murowany z II połowy XIX wieku, w Głęboczku – spichlerz murowany z 1900 roku, w Janiszewie – kaplica murowana z I połowy XIX wieku, wiatrak paltrak drewniany z 1885 roku. Niewątpliwą atrakcją dla przejezdnych i najważniejszym dla mieszkańców jest najstarszy obiekt gminy – kościół drewniany pod wezwaniem świętej Barbary z ok. 1694 roku wraz z dzwonnicą i kostnicą parafialną, murowaną plebanią z lat 1920–1925 oraz cmentarzem rzymskokatolickim z I połowy XIX wieku.
Tereny gminy stanowią największe zgrupowanie unikatowych form polodowcowych zwanych drumlinami. Cechą charakterystyczną gminy jest kompleks zwany strefą „pagórków chrostkowskich”, których wzniesienia sięgają 50 metrów, a nawet wartość tę przekraczają. Ten atrakcyjny krajobrazowo obszar objęty jest ochroną jako zespół przyrodniczo-krajobrazowy Morena chrostowska.

## Sołectwa
Adamowo, Chojno, Chrostkowo, Chrostkowo Nowe, Głęboczek, Gołuchowo, Janiszewo, Kawno, Ksawery, Lubianki, Majdany, Makówiec, Nowa Wieś, Sikórz, Stalmierz, Wildno.

## Sąsiednie gminy
Brzuze, Kikół, Lipno, Rogowo, Skępe, Zbójno